# Alauda
Alauda is een geslacht van zangvogels uit de familie van de Alaudidae (leeuweriken).

## Soorten
Het geslacht kent de volgende soorten:
- Alauda arvensis – Veldleeuwerik
- Alauda gulgula – Kleine veldleeuwerik
- Alauda leucoptera – Witvleugelleeuwerik
- Alauda razae – Razoleeuwerik